# Bruno Roque de Sousa
Bruno Roque de Sousa (sinh ngày 15 tháng 2 năm 1989) là một cầu thủ bóng đá người Brasil.

## Sự nghiệp câu lạc bộ
Bruno Roque de Sousa đã từng chơi cho Kashiwa Reysol.